# Маредид ап Эдвин
Маредид (валл. Maredudd) (умер в 1035) — король Дехейбарта (1033—1035).

## Биография
Маредид был старшим сыном короля Дехейбарта Эдвина ап Эйниона. Согласно Гвентианской Хронике, Лливелин и Кинан, сыновья Сейсилла, «выступили против „Скотов“, которые пришли в Каэрмартен с Маредидом и Хивелом во главе» в 1021 году, и что Лливелин погиб в битве
После гибели Ридерха ап Иестина в 1033 году власть в Дехейбарте вновь оказалась в руках потомков Хивела Доброго. На следующий год Маредид вместе с братом Хивелом победили сыновей Ридерха в битве при Ирадви. А ещё через год Маредид умер и Хивел стал править Дехейбартом единолично.
Гвентианская Хроника сообщает за 1032 год, «действие у Мачуи … где Мередидд, сын Эдвина, был убит сыновьями Кинана, брата Лливелина, отомстив за убийство своего дяди». Хроника Принцев Уэльса датирует его смерть, от рук сыновей Кинана, 1033 годом. А Анналы Камбрии сообщают, что сыновья Конана убили Маредида в 1035 году.